# Église de Lärbro
L'église de Lärbro (en suédois : Lärbro kyrka) est un édifice religieux médiéval situé à Lärbro, sur l’île de Gotland, en Suède. 
Elle occupe un site autrefois stratégique, dont l’importance historique est attestée par la présence d’une tour fortifiée attenante. L’église gothique visible aujourd’hui s'est substitué à une construction romane antérieure, édifiée entre le XIIIe siècle et le XIVe siècle. Dans le cimetière attenant reposent plusieurs victimes des camps de concentration nazis, transférées à Lärbro dans un hôpital de campagne durant la Seconde Guerre mondiale et dans les années qui suivent.
La tour octogonale, d’une facture particulièrement singulière, se distingue parmi les clochers de Gotland et n’a d'équivalent que dans la ville de Visby. Elle aurait pu être conçue pour abriter une chapelle dédiée à saint Olaf. Le reste de l’édifice adopte un style plus traditionnel, conforme à l’architecture religieuse caractéristique de l’île. L’intérieur renferme un ensemble bien conservé de peintures murales médiévales ainsi qu’un retable datant d’environ 1400, accompagnés d’autres éléments de mobilier liturgique anciens. Rattachée au diocèse de Visby au sein de l’Église de Suède, l’église de Lärbro est classée monument ecclésiastique par la direction nationale du patrimoine de Suède.

## Description générale
L’église de Lärbro se situe à l’ouest d’une vallée, dans la localité du même nom. Des fouilles archéologiques révèlent les vestiges de deux anciennes chaussées, jadis utilisées pour franchir cette dépression marécageuse. La présence immédiate d’un kastal — tour défensive attenante à l’église — s’explique par la position autrefois stratégique du site. Cette tour, élevée au XIe siècle ou au XIIe siècle,, constitue un exemple particulier d’architecture défensive médiévale. Construite en pierre, elle s’élève sur cinq niveaux et demeure dans un état de conservation assez exceptionnel. Le rez-de-chaussée et l’étage supérieur sont voûtés en berceau,. Au troisième étage, l’on distingue encore les vestiges d’un dansker d’origine, latrine en encorbellement typique des ouvrages fortifiés de l’époque. L’entrée primitive s’ouvre au niveau du sol, et la communication entre les étages s’effectuait à l’aide d’une échelle amovible, que l’on pouvait retirer depuis les niveaux supérieurs afin d’en sécuriser l'accès. Une échelle extérieure en bois, ajoutée à une époque plus récente, permet d’accéder à l’intérieur de la tour par une ouverture pratiquée au premier étage. 
Deux porches d'entrée médiévaux intégrés autrefois au mur d’enceinte du cimetière sont détruits en 1885. Depuis 2017, le bâtiment accueille ponctuellement des expositions temporaires.

## Histoire

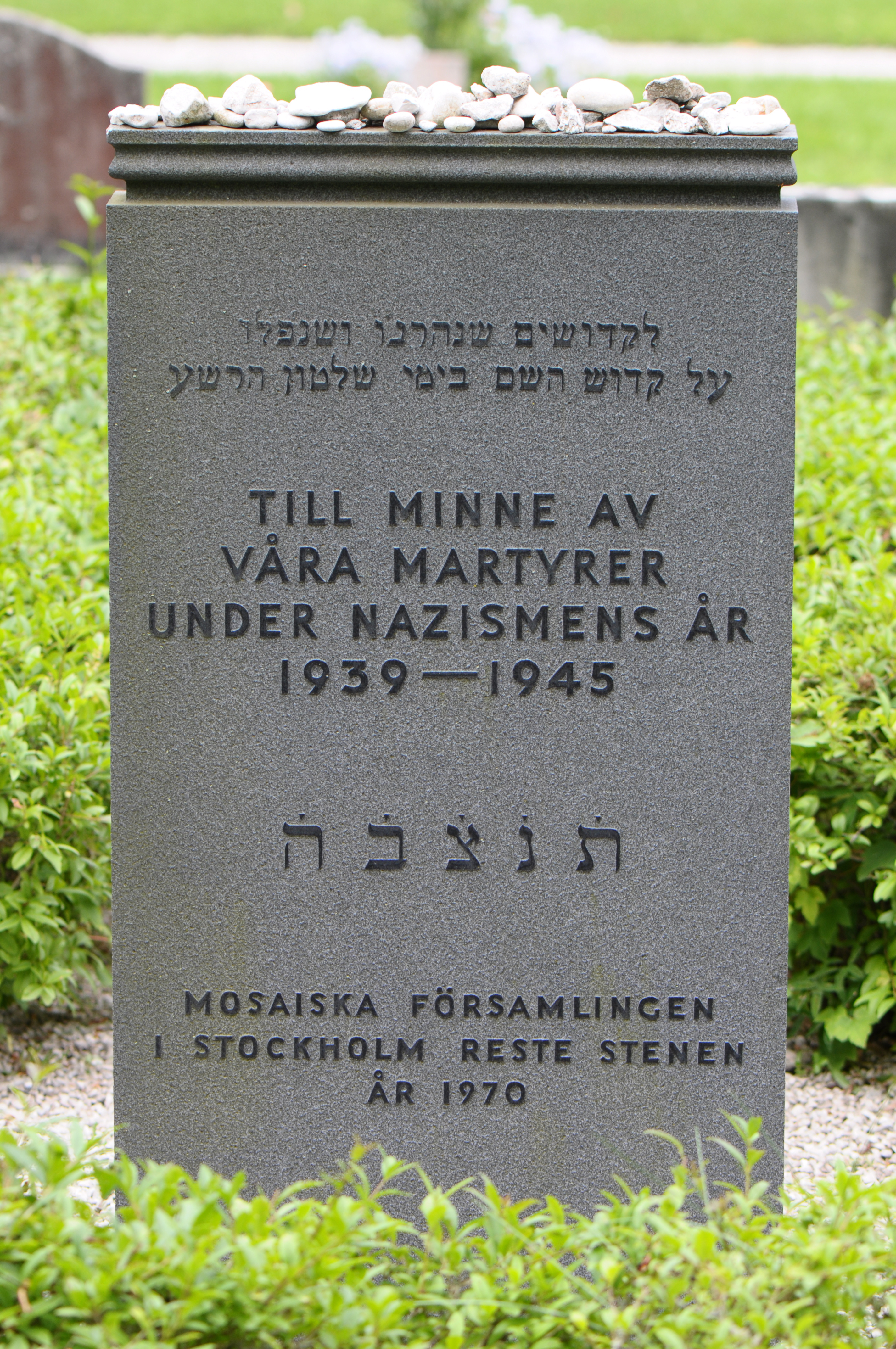
Mémorial dédié aux neuf victimes juives de l'Holocauste qui reposent au cimetière de l'église.

Au cours de la Seconde Guerre mondiale, un hôpital de campagne est édifié à Lärbro. Lorsqu’il entre en service en 1942, il se distingue comme l’un des établissements les plus avancés de ce type en Suède. Le pays demeurant neutre tout au long du conflit, l’hôpital n’est pas mobilisé par les Forces armées suédoises. Il est néanmoins utilisé pour accueillir et soigner des réfugiés ainsi que des victimes de guerre originaires de divers pays européens. Parmi les personnes traitées figurent des civils ayant fui l’occupation des pays baltes, des soldats allemands, ainsi qu’environ cinq cents survivants des camps de concentration nazis d'Auschwitz et de Bergen-Belsen. Certains des malades et blessés transférés à Lärbro succombent à leurs souffrances et sont inhumés dans le cimetière de l’église locale. Quarante-cinq sépultures de cette période y sont recensées, dont neuf appartiennent à des victimes juives,. Une stèle commémorative, érigée par la communauté juive de Stockholm, rappelle leur mémoire. Une autre pierre, dédiée aux ressortissants polonais soignés à l’hôpital et inhumés sur place, est inaugurée en 2010 par l’ambassadeur de Pologne en Suède,.
L’église actuelle de Lärbro prend la suite d’un premier édifice roman en pierre, composé d’une nef, d’un chancel terminé par une abside, et d’une tour probablement ajoutée dans un second temps,. Cette construction primitive remonte vraisemblablement à la fin du XIIe siècle. Plusieurs éléments de ce sanctuaire d’origine sont intégrés à l’édifice gothique qui le remplace. Le portail de la sacristie, surmonté d’un tympan sculpté, provient ainsi de l’ancien portail du chancel. Quelques vestiges de la nef, du chancel et de la base de la tour subsistent également de cette première phase architecturale.
À la fin du XIIIe siècle, l’église fait l’objet d’une reconstruction complète, qui donne naissance à l’édifice gothique visible aujourd’hui. Le chancel et la sacristie sont reconstruits en premier, au cours du troisième quart du XIIIe siècle. La nouvelle nef est édifiée peu après, dans les dernières décennies du même siècle. La tour octogonale est élevée dans les années 1340. À l’origine, elle atteint une hauteur supérieure d’environ six mètres à celle actuelle. Sa partie sommitale est gravement endommagée par une tempête survenue en 1522 et est démolie,. Depuis cet événement, l’église conserve dans l’ensemble la même configuration architecturale. Une restauration est toutefois menée entre 1953 et 1955, sous la direction de l’architecte Olle Karth. À cette occasion, plusieurs contreforts devenus inutiles, qui soutenaient la tour, sont supprimés.

## Architecture

### Tour
L’élément le plus distinctif de l’église de Lärbro est sa tour octogonale, qui compte parmi les constructions médiévales les mieux conservées de Gotland,. Sur l’île, seules deux autres architectures religieuses présentent des formes octogonales : les ruines de l’église de Helgeand à Visby, datant du XIIIe siècle, et les tours latérales de la cathédrale de Visby, contemporaines de celle de Lärbro. Cette dernière semble être l’œuvre d’un atelier actif au XIVe siècle sur plusieurs sites de Gotland, connu sous le pseudonyme « Egypticus ». Au-delà de sa géométrie octogonale, la tour puise son inspiration dans la cathédrale de Visby, notamment à travers les pinacles et gargouilles qui l’ornent. 

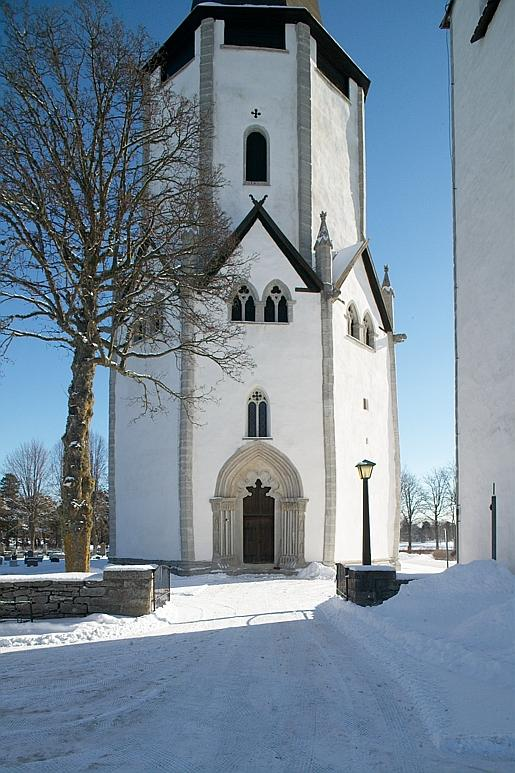
La tour octogonale, vue depuis l'ouest.

Les angles de la tour sont soulignés par des lésènes en calcaire. À mi-hauteur, un léger retrait fait que la base de la tour est plus large que son sommet. Les lésènes s’achèvent en pinacle s’élevant entre les pignons, chacun surmonté d’une gargouille jouant le rôle de chéneau. Autour de la tour, s’alignent des paires de fenêtres à arc brisé ouvrant sur une galerie située juste sous les pignons. La partie supérieure originelle de la tour était sans doute ornée selon un schéma comparable. La toiture en bois, bien que reconstruite, respecte vraisemblablement la forme initiale qui remonte à la première édification de l'église. La tour comporte également deux autres fenêtres gothiques, ornées de réseaux décoratifs : l’une, de dimensions classiques, s’ouvre dans le mur sud, l’autre, plus petite, éclaire le mur ouest au-dessus du portail. Ce dernier se distingue par ses montants extérieurs sculptés en relief, représentant les saints Pierre, Paul, Olaf, ainsi qu’un quatrième saint dont l’identité reste inconnue.
Les chapiteaux de l’édifice sont sculptés de scènes retraçant la vie du Christ. Sur la base d’analyses stylistiques, certains historiens de l’art attribuent ces œuvres au même sculpteur que celui ayant réalisé les chapiteaux des portails du chancel des églises de Lummelunda et de Hablingbo. Le rez-de-chaussée de la tour est voûté selon un plan en huit compartiments et bénéficie d’un éclairage abondant grâce à de grandes baies, conférant à cet espace une clarté et une richesse architecturale rares parmi les églises de Gotland,. Loin de se réduire à un simple espace d’entrée, cette salle centrale semble constituer le véritable cœur architectural de l’édifice. Une voûte identique se retrouve à l’un des niveaux supérieurs. Singularité inhabituel, l’échafaudage en bois utilisé lors de la construction médiévale est encore conservé à cet étage. La finalité exacte de cette conception demeure incertaine. L’interprétation la plus communément admise est que la tour aurait été conçue comme une chapelle dédiée à saint Olaf. Une tradition locale relie en effet le saint à la région de Lärbro, et sa représentation sculptée figure sur le portail de la tour, ce qui témoigne de la vigueur de son culte. La forme octogonale de la tour pourrait ainsi renvoyer à la chapelle octogonale de la cathédrale de Nidaros à Trondheim, en Norvège, où sont conservées les reliques du saint,,.

### Nef et chancel
À la différence de la tour, la nef et le chancel s’inscrivent pleinement dans la tradition architecturale des églises médiévales de Gotland. Ils paraissent avoir été conçus dans une même intention d’ensemble, bien que leur construction s’étale sur des phases distinctes. Le chancel révèle par ailleurs une affinité stylistique marquée avec la tour de l’église de Stenkyrka. Il s’élève contre un mur droit, percé de trois fenêtres en lancette, un agencement caractéristique des sanctuaires insulaires. La nef reçoit la lumière de deux baies gothiques ouvertes au sud et d’une troisième percée dans le mur nord. Son portail, exécuté dans un calcaire aux teintes alternées de gris et de rouge, est enrichi d’un décor floral et d’une figure sculptée isolée, qui pourrait, une fois encore, évoquer saint Olaf. Le portail du chancel se distingue quant à lui par une ornementation exclusivement décorative. À l’intérieur, la nef est rythmée par deux piliers centraux de calcaire bicolore, associés à six consoles qui répartissent l’espace en six travées.

## Peintures murales et mobilier liturgique
L’église de Lärbro se distingue par un ensemble de peintures murales médiévales datant de sa période de construction. Ces fresques, qui ornent la nef et le chancel, se singularisent par l’intégration, dans certaines compositions, d’éléments architecturaux réels, une particularité rare dans le corpus de la peinture murale ecclésiastique suédoise. Par exemple, une console sculptée sert de socle à la tête peinte d’un dragon, harmonieusement inscrite dans la fresque,. D’autres décors adoptent un registre purement ornemental tandis que plusieurs œuvres illustrent des scènes religieuses traditionnelles, telles que la Crucifixion ou la représentation de saints,.
Le retable, daté de la fin du XIVe siècle ou du tout début du XVe siècle, figure la Vierge Marie entourée des Douze Apôtres. Il subit des altérations en 1746, période durant laquelle plusieurs statuettes en bois sont malencontreusement interverties et mal étiquetées,. Avec ses dimensions de 124 cm de hauteur sur 186 cm de largeur, ce retable évoque celui de l’église de Gammelgarn et semble provenir d’un atelier suédois,,. L’édifice conserve par ailleurs un siège constitué d’éléments de bois tourné, remontant au XIIIe siècle. Le sol de l’église est ponctué de plusieurs pierres tombales médiévales. La cuve baptismale, en grès ornée de guirlandes, remonte à la fin du XVIIe siècle. La chaire date de 1718, tandis que les bancs semblent contemporains. L’orgue principal, installé en 1955, est complété par un autre instrument, datant de 1819, situé dans la salle à la base de la tour.

## Usage et statut patrimonial
L’église de Lärbro dépend de la paroisse de Forsa, intégrée au Nordertredingens kontrakt, qui fait partie du diocèse de Visby au sein de l’Église de Suède. Elle est inscrite comme monument ecclésiastique sous le numéro 21 300 000 002 813 (avec le sous-numéro 21 400 000 444 059) dans l’inventaire des bâtiments historiques tenu par la Direction nationale du patrimoine de Suède. En 2019, Lärbro figure parmi les cinquante-six premiers monuments du patrimoine culturel de Gotland et de toute la Suède à être officiellement marqués par le bouclier bleu et blanc, symbole de la Convention de La Haye pour la protection des biens culturels en cas de conflit armé.